# Iacobeni (Sibiu)
Iacobeni é uma comuna romena localizada no distrito de Sibiu, na região histórica da Transilvânia. A comuna possui uma área de 104 km² e sua população era de 2616 habitantes segundo o censo de 2007.